# 심나연
심나연은 대한민국의 텔레비전 드라마 연출감독이다.

## 학력 및 경력
87년생
수색초 졸업
연희중 졸업
예일여고 졸업
세종대학교 졸업
- JTBC 프로듀서

## 드라마
- 2016년 JTBC 금토 미니시리즈 《마녀보감》 ... 공동연출
- 2016년 JTBC 금토 미니시리즈 《판타스틱》 ... 조연출
- 2017년 JTBC 화요 웹드라마 《힙한 선생》 ... 연출
- 2017년 JTBC 연말특집 2부작 드라마 《한여름의 추억》 ... 연출
- 2019년 JTBC 월화 미니시리즈 《열여덟의 순간》 ... 연출
- 2021년 JTBC 금토 미니시리즈 《괴물》 ... 연출
- 2023년 JTBC 드라마 《나쁜 엄마》 ... 연출
- 2025년 JTBC 드라마 《굿보이》 ... 연출

## 수상 및 후보
| 연도 | 시상식              | 부문                 | 작품 | 결과 |
| ---- | ------------------- | -------------------- | ---- | ---- |
| 2021 | 제57회 백상예술대상 | TV부문 드라마 작품상 | 괴물 | 수상 |
| 2021 | 제57회 백상예술대상 | TV부문 연출상        | 괴물 | 후보 |